# Thành Công, Buôn Ma Thuột
Thành Công là một phường thuộc thành phố Buôn Ma Thuột, tỉnh Đắk Lắk, Việt Nam.

## Địa lý
Phường Thành Công có diện tích 2 km², dân số năm 2022 là 26.086 người, mật độ dân số đạt 13.043 người/km².

## Hành chính
Phường Thành Công được chia thành 6 khu phố: Phước Thái, Hòa Minh, Tân Trung, An Trung, Yang Tăng, Tlăng Bliết.

## Lịch sử
Ngày 28 tháng 9 năm 2024, Ủy ban Thường vụ Quốc hội ban hành Nghị quyết số 1193/NQ-UBTVQH15 về việc sắp xếp đơn vị hành chính cấp xã của tỉnh Đắk Lắk giai đoạn 2023 – 2025 (nghị quyết có hiệu lực từ ngày 1 tháng 11 năm 2024). Theo đó, sáp nhập toàn bộ 0,87 km² diện tích tự nhiên và quy mô dân số là 7.720 người của phường Thắng Lợi vào phường Thành Công.
Phường Thành Công có 2 km² diện tích tự nhiên và quy mô dân số là 26.086 người.